# Nils Magnusson
Nils Bertil Magnusson (i riksdagen kallad Magnusson i Grebbestad), född 1 juli 1912 i Grebbestads kyrkoområde, Göteborgs och Bohus län, död där 18 september 1990, var en svensk lantbrukare och socialdemokratisk politiker.
Magnusson var riksdagsledamot i första kammaren 1958–1970. Han var ledamot i den nya enkammarriksdagen från 1971, invald i Göteborgs och Bohus läns valkrets.
Nils Magnusson är begravd på Grebbestads gamla kyrkogård.